# District de Coutances

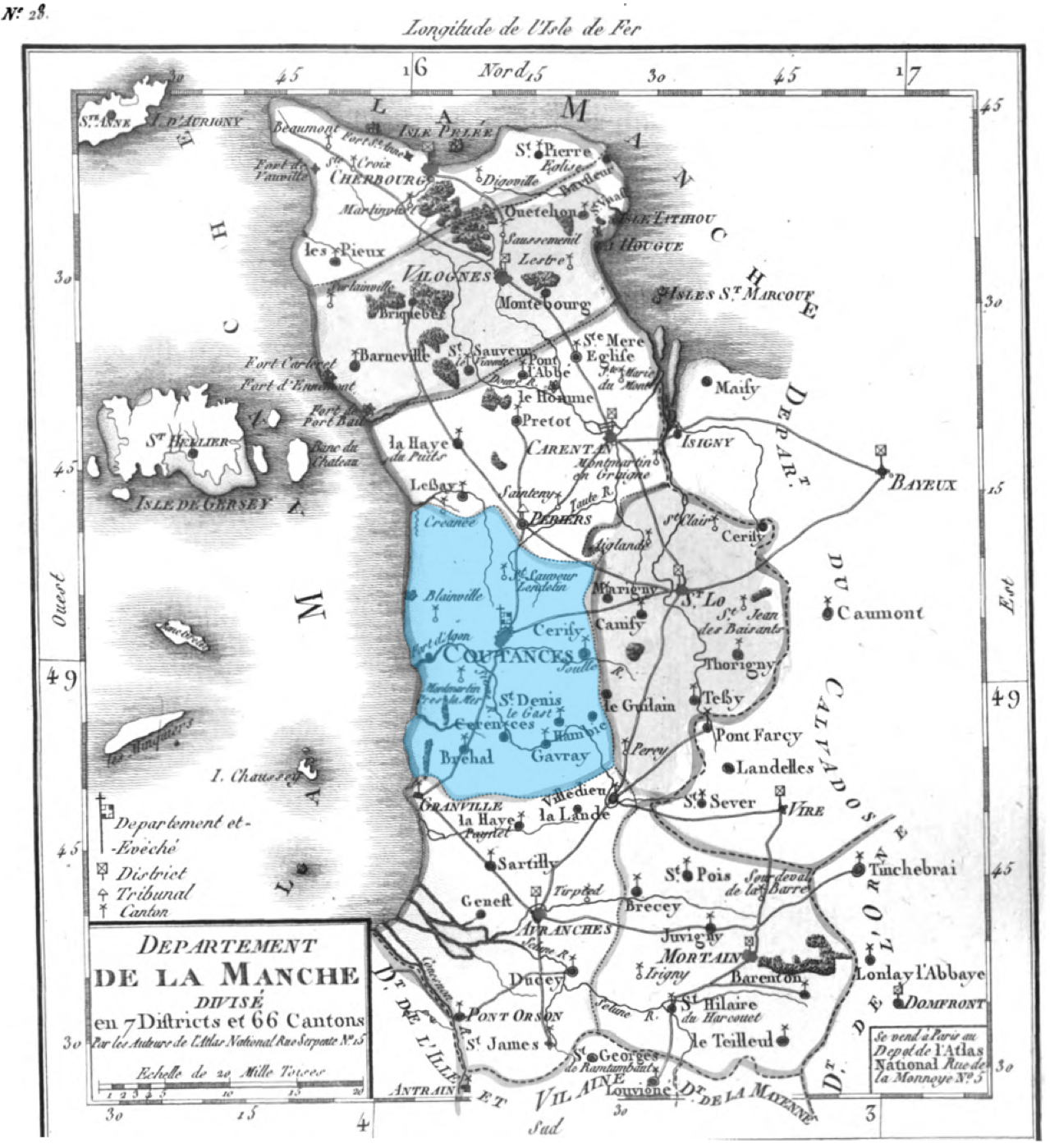
Localisation du district de Coutances sur une carte de la Manche.

Le district de Coutances est une ancienne division territoriale française du département de la Manche de 1790 à 1795.
Coutances était à cette époque le chef-lieu du département.

## Historique
Le district de Coutances, créé en application des décrets relatifs à la division du royaume des 15 janvier et 16 février 1790, comportait 10 cantons (graphie de 1791) .
Supprimé en 1795, le district de Coutances fit place au plus vaste arrondissement de Coutances créé le 17 février 1800.

## Composition
Il était composé de 10 cantons :
- Blainville[2]
- Brehal[3]
- Cerences[4]
- Cerisy-la-Salle[5]
- Coutances[6]
- Creance[7]
- Gavray[8]
- Montmartin[9]
- Saint-Denis-le-Gast[10]
- Saint Sauveur[11]